# Cao nguyên Bern
Berner Oberland (tiếng Đức, tiếng Anh: cao nguyên Bern, cũng được đề cập đến trong ngành du lịch các nước nói tiếng Anh là Bernese Oberland), là khu vực có cao độ cao hơn của bang Bern, Thụy Sĩ, nằm ở phía cuối phía nam của bang, và một trong 5 khu vực hành chính của bang (trong ngữ cảnh nó được gọi là Oberland mà không có đặc điểm nào khác).
Toàn bộ khu vực bao gồm khu vực xung quanh Meiringen và Hasliberg cho đến đèo Grimsel (2.164 m [7.100 ft]), quanh hồ Thun (558 m [1.831 ft]) và hồ Brienz, và các thung lũng của nhiều ngọn núi cao với Jungfrau không thể tránh khỏi Cao điểm (4.158 m), khu vực phía tây nam hồ Thun với Kandersteg (kết nối với Valais) và Adelboden, và khu vực quanh Gstaad và Lenk trong vùng Simmental. Dãy núi ở Berner Oberland phía nam của Aare và phía bắc của Rhône được gọi chung là dãy Alps Bern.
Cờ của Berner Oberland bao gồm một con đại bàng đen trong một cánh đồng vàng (liên quan đến tình trạng cũ của khu vực như reichsfrei) trên hai cánh đồng màu cantonal đỏ và đen.
Các phương ngữ tiếng Đức Thụy Sĩ được người ta nói ở Berner Oberland là tiếng Đức Alemanic Cao nhất, trái ngược với tiếng Đức Bern Alemannic Cao được người ta sử dụng ở các khu vực phía bắc của bang.
Trong nước cộng hòa Helvetic tồn tại ngắn ngủi (1798-1803), Berner Oberland đã từng là một bang riêng biệt.